# Gare de Pontcharra – Saint-Forgeux
Gare de Pontcharra - Saint-Forgeux – przystanek kolejowy w Pontcharra-sur-Turdine, w departamencie Rodan, w regionie Owernia-Rodan-Alpy, we Francji. Obsługuje również pobliską gminę Saint-Forgeux.
Jest przystankiem Société nationale des chemins de fer français (SNCF), obsługiwanym przez pociągi TER Rhône-Alpes.

## Położenie
Znajduje się na km 467,580 linii Le Coteau – Saint-Germain-au-Mont-d'Or, na wysokości 347 m n.p.m., pomiędzy stacjami Tarare i Saint-Romain-de-Popey.

## Linie kolejowe
- Le Coteau – Saint-Germain-au-Mont-d'Or